# Escut d'Arnes
L'escut oficial d'Arnes té el següent blasonament: escut caironat de gules, 2 arnes d'or posades en faixa, acompanyades al cap d'una creu de Malta d'argent. Per timbre una corona mural de vila.

## Història
Va ser aprovat el 10 d'abril de 1984. Les dues arnes són un senyal parlant tradicional relatiu al nom de la vila. La creu de Malta hi apareix perquè Arnes va pertànyer a la comanda templera (i més tard hospitalera) d'Horta de Sant Joan.